# DuckTales 2
DuckTales 2  é um videogame de plataforma desenvolvido e publicado pela Capcom. É uma sequência do DuckTales original baseado na série animada da Disney de mesmo nome. Foi lançado no Nintendo Entertainment System no início de 1993. O título foi portado para o sistema portátil Game Boy no Japão e na América do Norte no final do ano.
O jogo foi incluído na compilação The Disney Afternoon Collection para PC, PlayStation 4 e Xbox One lançada em abril de 2017. 

## Jogabilidade
Tal como o seu antecessor, DuckTales 2 não é linear e permite ao jogador escolher e completar todos os níveis em qualquer ordem específica. Os controles são os mesmos do jogo anterior, embora o salto de cana seja mais fácil de executar. Patinhas agora pode usar sua bengala para interagir com vários objetos, como puxar alavancas, disparar canhões e usar flores elásticas para atravessar grandes lacunas. Outras novas mecânicas incluem ganchos nos quais Patinhas pode se pendurar e jangadas que podem mover Patinhas pela água. 
Ao contrário do primeiro jogo, o jogador pode retornar a um nível que já foi concluído para coletar mais dinheiro e itens. Além disso, atualizações para a bengala de Patinhas podem ser obtidas com o Professor Pardal para conceder ao jogador acesso a áreas novas e escondidas em cada nível. Quando um nível é concluído, o jogador pode visitar uma loja para comprar itens de recuperação, vidas extras e outros itens usando qualquer dinheiro que o jogador tenha coletado. 
Além dos tesouros únicos, cada fase possui um pedaço do mapa que fica escondido em um baú do tesouro. Não é necessário localizar todas as peças do mapa para completar o jogo, mas coletar todas elas abre um sexto estágio opcional no qual o tesouro perdido McPato pode ser encontrado. 

## Trama
Quando o jogo começa, Huguinho corre até seu Tio Patinhas com um pedaço de papel rasgado, que é um pedaço de um mapa do tesouro desenhado por Fergus McPato. Inspirado para descobrir o tesouro escondido deixado por Fergus, Patinhas inicia uma expedição para encontrar as peças que faltam, sem saber que seu arqui-inimigo Pão-Duro MacMônei também está atrás do tesouro perdido McPato.
Scrooge viaja para as Cataratas do Niágara, um navio pirata no Triângulo das Bermudas, Mu, Egito e Escócia. Cada área tem seu próprio tesouro único, guardado por um chefe. Depois que todos os cinco estágios principais são concluídos, Patrícia é sequestrado por MacMônei e mantido para resgate no navio pirata no Triângulo das Bermudas. Patinhas chega e dá os tesouros a MacMônei, apenas para descobrir que este "MacMônei" é na verdade um robô metamorfo chamado D-1000 programado para destruí-lo. Depois que o D-1000 é derrotado, MacMônei afunda o navio e tenta levar Scrooge e os tesouros com ele.
Patinhas e Patrícia escapam do navio, mas os tesouros afundam com o navio. Apesar da perda, Patinhas admite que pelo menos ele e sua família estão seguros e que a amizade deles é o que realmente importa. Os tesouros são recuperados pelo Capitão Boing, animando a todos. Se o tesouro perdido McDuck foi encontrado, Patinhas revela que o escondeu de MacMônei colocando-o debaixo do chapéu. No entanto, se o jogador não tiver mais dinheiro, ocorre um final ruim em que MacMônei encontra o tesouro perdido e é nomeado o maior aventureiro do mundo, o que enfurece Patinhas.

## Recepção
A produção limitada de DuckTales 2 e o lançamento relativamente tardio em junho de 1993, perto do fim do ciclo de vida do Nintendo Entertainment System, levaram a vendas mais baixas do que seu antecessor e se tornaram uma raridade entre os colecionadores.   A versão para console foi geralmente bem recebida, com a Nintendo Power elogiando o "excelente controle de jogo e gráficos" do título, mas observou que era "mais do mesmo" quando comparado ao original.  A GamePro também sentiu que "se é mais do mesmo que você quer, DuckTales 2 oferece", acrescentando que o jogo "é divertido enquanto dura, mas é muito curto", recomendando-o, no entanto, a novos jogadores. 
A versão para Game Boy foi criticada pelos editores da Electronic Gaming Monthly, observando que ela só tinha gráficos "mais ou menos" e controle "OK", e não correspondia aos títulos portáteis anteriores da Capcom, como os jogos Mega Man.  A GamePro, no entanto, sentiu que o jogo era uma versão fiel da versão para console, aplaudindo seus "gráficos nítidos e limpos, jogabilidade inovadora e enredo envolvente". 